# Szoltsányi György
Szoltsányi György (Georges Solchany) (Budapest, 1922. szeptember 3./szeptember 13. – Párizs, 1988. július 27./szeptember 22.) magyar-francia zenész, zongoraművész.

## Életpályája
Zenei tanulmányait a budapesti Nemzeti Zenedében Faragó György zongoraművésznél tanulta. A Zeneművészeti Főiskolát Ambrózy Béla és Dohnányi Ernő tanítványaként végezte; 1946-ban diplomázott. Ezután Párizsban Margaerite Long növendékeként tökéletesítette tudását. Az 1950-es évek folyamán zongoristaként fellépett a Magyar Trióval (Gerec Árpád hegedűművésszel és Palotai Vilmos csellistával együtt). 1951-ben 2. díjat nyert a genfi Nemzetközi Előadóművész Versenyen (az első díjat nem adták ki). 1952-ben pedig első díjat nyert a nápolyi Alfredo Casella Nemzetközi Zongoraversenyen. Az 1960-as évektől Nyugat-Európában élt és turnézott, többek között Kanadában.

### Munkássága
Már egészen fiatalon felfigyeltek kottahű játékára, acélos billentésére, kristálytiszta zenei logikájára. A Nemzeti Zenedében, majd a Zeneművészeti Főiskolán is minden évben megnyerte a Liszt-ösztöndíjat. Játszotta Waldbauer Imrével Bartók Béla I. hegedű-zongora szonátáját, lemezre játszotta a Mikrokozmosz mind a hat füzetét. Az 1970-es években készült a nagydíjas Beethoven Diabelli-változatok lemeze. A nemzetközi kritika a legjobb zongoristák és a legkiválóbb kamarazenészek között tartotta számon. Élete vége felé szinte kizárólag hanglemezfelvételeket készített. Együttműködött a Magyar Kvartett-tel (különösen a Schumann- és Brahms-kvintett közös felvételén), valamint Starker Jánost kísérte.

## Fordítás
- Ez a szócikk részben vagy egészben  a(z)   Сольчаньи, Дьёрдь című orosz Wikipédia-szócikk ezen változatának fordításán alapul.  Az eredeti cikk szerkesztőit annak laptörténete sorolja fel. Ez a jelzés csupán a megfogalmazás eredetét és a szerzői jogokat jelzi, nem szolgál a cikkben szereplő információk forrásmegjelöléseként.